# Euaspis wegneri
Euaspis wegneri là một loài ong trong họ Megachilidae. Loài này được Baker miêu tả khoa học đầu tiên năm 1995.